# Meles meles
Il tasso (Meles meles Linnaeus, 1758) è un mammifero carnivoro della famiglia Mustelidae. È specie protetta.
La specie è nota anche col nome di tasso comune o tasso europeo, per evitare di ingenerare confusione con altre specie di tasso (come il tasso americano o il tasso del miele), in quanto questi animali abitano appunto gran parte d'Europa, oltre che alcune porzioni del Medio Oriente e dell'Asia centrale.
Col suo metro di lunghezza e i quasi 17 kg di peso, questo animale rappresenta una delle specie di mustelidi di maggiori dimensioni. L'aspetto è quasi ursino, con corpo robusto e zampe corte e forti con grossi artigli adatti a scavare: la caratteristica mascherina nera sulla faccia bianca rende il tasso inconfondibile.
Il tasso è un animale notturno che passa la giornata a dormire all'interno di una delle numerose tane che questi animali scavano nelle zone boschive, e che spesso vengono condivise con altri animali: se molestato, esso si rivela un avversario temibile e tenace.

## Descrizione

### Dimensioni
Un tasso adulto misura 60–90 cm di lunghezza, cui si sommano 11–24 cm di lunghezza della coda, per un'altezza al garrese di 25–30 cm: a parità d'età, i maschi sono solo leggermente più lunghi delle femmine, ma considerevolmente più pesanti.

Come osservabile in tutte le specie che sono solite andare in letargo, il peso del tasso varia stagionalmente: in primavera-estate un adulto pesa fra i 7 e i 13 kg, mentre durante l'autunno il peso aumenta fino a 15–17 kg, con osservazione di maschi pesanti fino a 27,2 kg e casi di esemplari di 30,8 e addirittura 34 kg, i quali, se confermati, farebbero del tasso di gran lunga il più pesante fra i mustelidi terrestri.

### Aspetto

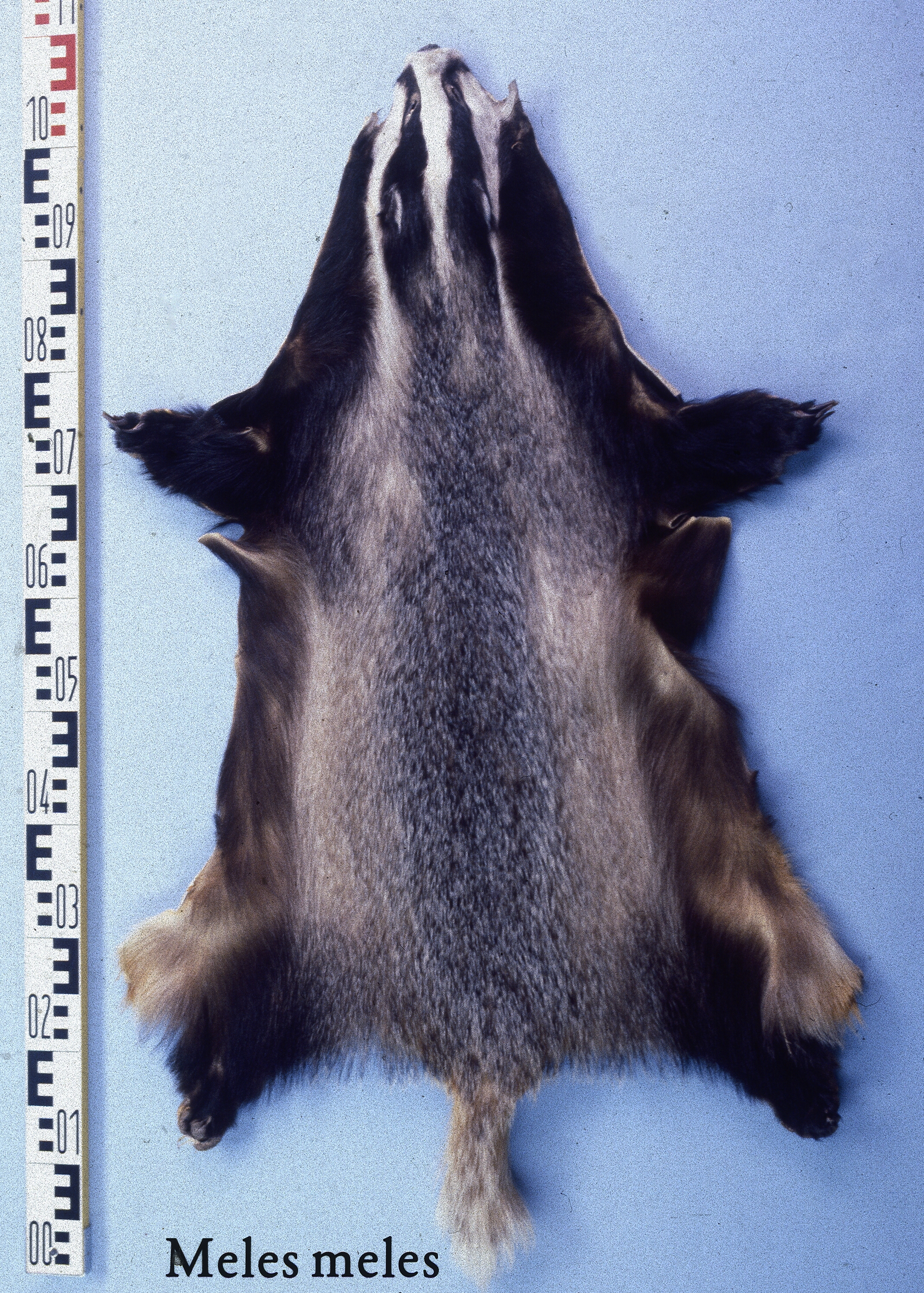
Pelle di un tasso adulto

Il tasso ha un aspetto inconfondibile fra i mustelidi: corpo tozzo e robusto, con testa piccola e allungata munita di grosse orecchie, collo taurino, zampe e coda corte. Il muso leggermente ricurvo ricorda quello di un formichiere. 
La pelliccia è folta e setolosa su dorso e fianchi e meno densa sul ventre, con regione inguinale quasi glabra: essa è composta da lunghe setole di 7–8 cm di lunghezza, che coprono un soffice sottopelo lanoso.
La colorazione del tasso è molto caratteristica e facilmente riconoscibile. il dorso è di colore grigio-argenteo, con fianchi dalle sfumature di color paglierino. La coda è munita di pelo molto lungo e ispido dello stesso colore del dorso, sebbene nelle femmine siano presenti anche peli bianchi. Il ventre è bruno, con basso ventre e regione inguinale che assumono sfumature grigiastre.
Gola, collo, petto e zampe sono neri, e nere sono pure le due fasce che partendo dal labbro superiore passano per gli occhi e raggiungono le orecchie, anch'esse nere, formando la caratteristica e inconfondibile mascherina, spessa circa 2 cm alla base del muso e fino a 5 cm nella regione delle tempie. La faccia, il mento, i lati del collo e la punta delle orecchie sono di colore bianco sporco: si pensa che la colorazione facciale del tasso serva più da avvertimento verso i potenziali predatori che per il mimetismo, essendo molto facilmente avvistabile anche durante la notte. Durante l'estate, la pelliccia del tasso diviene meno folta ed assume tonalità maggiormente tendenti al bruno.
Sono inoltre conosciuti fra i tassi casi di melanismo parziale, albinismo, leucismo ed eritrismo.

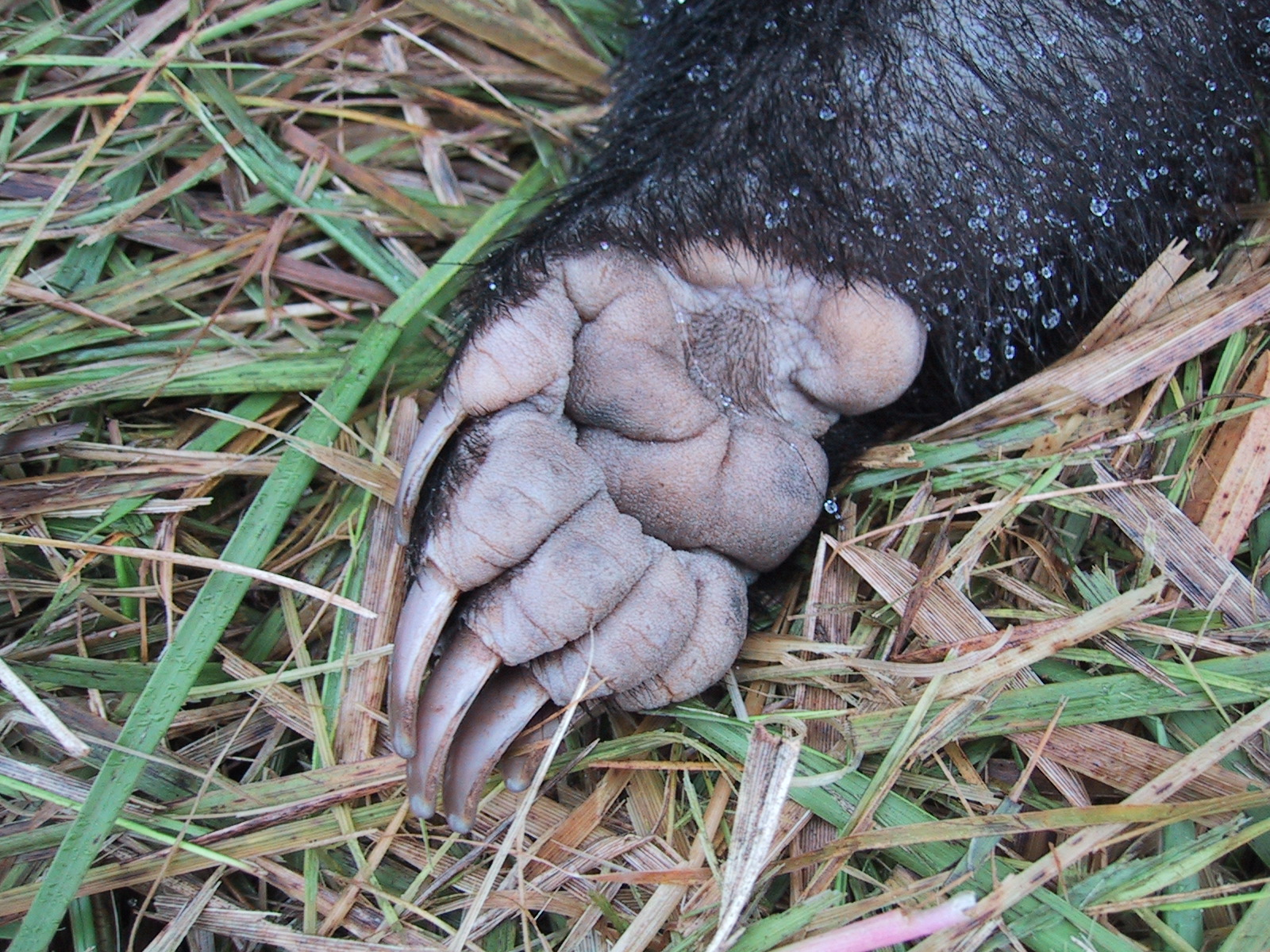
Zampa anteriore

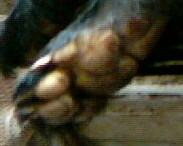
Zampa posteriore

Le zampe sono digitigrade e a colonna: le posteriori sono più corte delle anteriori, ma tutte sono munite di pianta nuda e di unghioni non retrattili, di forma ricurva e dalla punta ottusa, di color corno, atti a scavare. Gli artigli del tasso sono a crescita continua, tuttavia specialmente quelli delle zampe posteriori (lunghi circa la metà rispetto a quelli delle zampe anteriori) tendono a mostrare segni di consunzione con l'età.

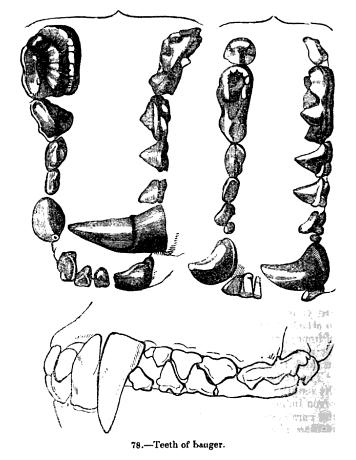
Illustrazione raffigurante la dentizione tipo di un tasso

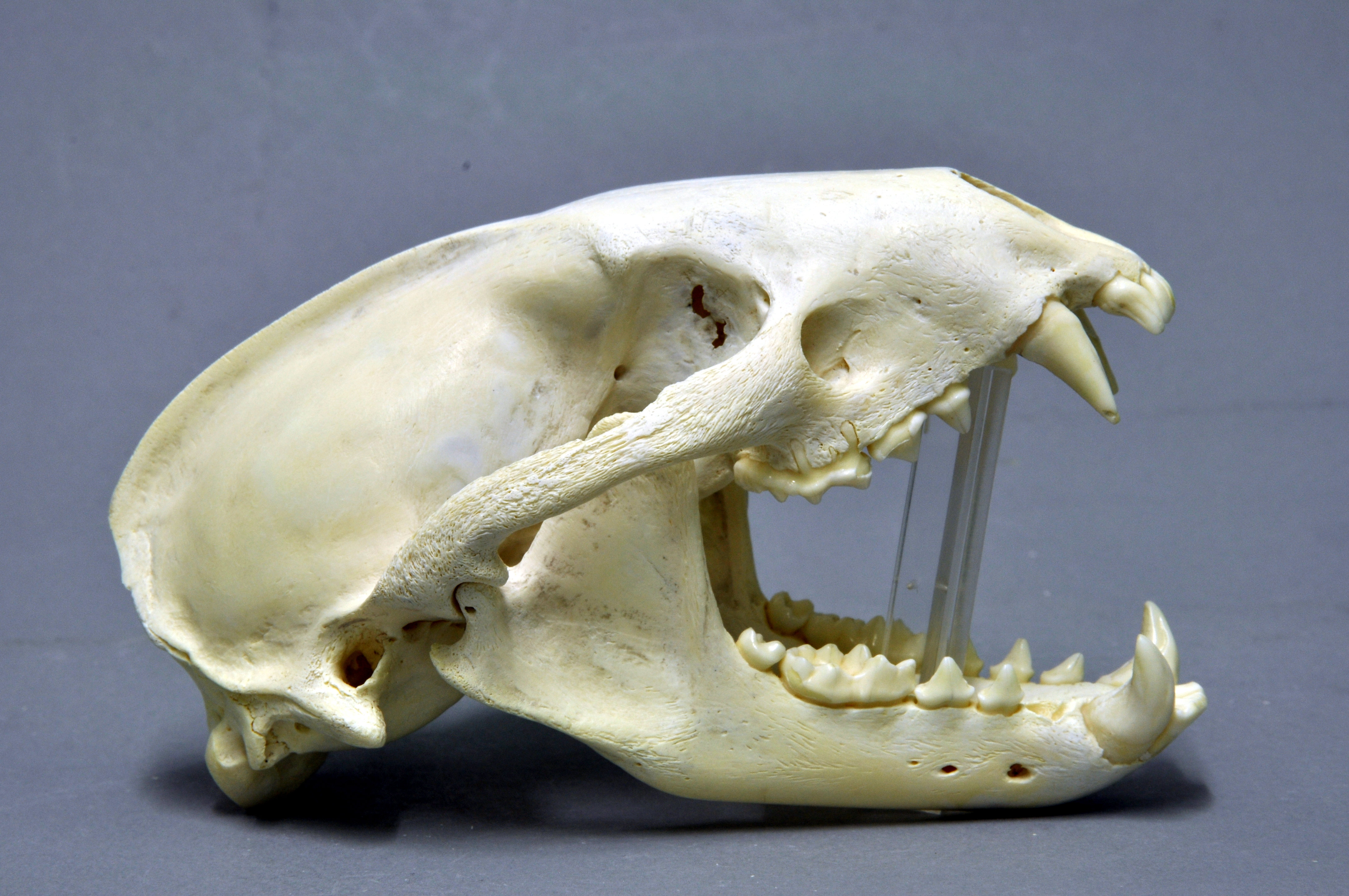
Cranio di tasso

La testa è di forma allungata. Nel maschio è presente una cresta sagittale che raggiungendo il centimetro e mezzo d'altezza è molto più pronunciata rispetto a quanto osservabile nella femmina, che in generale presenta testa e collo più slanciati e sottili: oltre che a fungere da ancoraggio della possente muscolatura masticatoria, la cresta ha anche funzione protettiva.
Gli occhi sono piccoli e di colore bruno scuro, con pupilla rotonda: le orecchie sono lunghe fino a 7 cm. Il muso, lungo e cilindrico, termina in un tartufo muscoloso e flessibile, che per funzione è paragonabile al grugno dei maiali: attorno al muso e agli occhi sono presenti numerose vibrisse. La vista dei tassi è piuttosto debole e si limita agli oggetti in movimento e al bianco e nero, mentre l'olfatto è molto sviluppato: l'udito di questi animali è invece paragonabile a quello umano.
All'interno della bocca trovano posto solitamente 38 denti, sebbene non sia infrequente la mancata eruzione dei primi premolari: la dentizione del tasso ne lascia intuire la dieta onnivora, con canini prominenti, incisivi di piccole dimensioni, carnassiali poco specializzati e forti molari.
Anche l'intestino del tasso ne rivela le abitudini onnivore: il solo intestino tenue ad esempio, pur mancando del cieco, coi suoi 5,36 m di lunghezza media risulta più lungo di quello di specie di taglia simile ma dalla dieta più spiccatamente carnivora, come la volpe rossa.
Alla base della coda e nella regione perineale sono presenti ghiandole odorifere: le prime secernono una sostanza cremosa di colore giallastro e dall'odore muschiato, mentre le seconde secernono un fluido giallo-bruno dall'odore più pungente.
Ambo i sessi presentano tre paia di mammelle, che risultano però maggiormente sviluppate nella femmina.

## Biologia

### Comportamento
Il tasso europeo è un animale dalle abitudini essenzialmente crepuscolari/notturne e più spiccatamente sociali rispetto a quanto osservabile nelle altre specie di tasso: questi animali sono infatti soliti vivere in gruppi che contano solitamente 5-6 individui, sebbene siano state osservate anche associazioni di oltre 20 tassi. Esiste probabilmente una correlazione fra le dimensioni dei gruppi e il tipo di habitat (con annesse risorse da esso fornite) nel quale essi si vengono a trovare, così come fra quest'ultimo e l'estensione del territorio: in ambienti favorevoli i singoli territori hanno generalmente un'estensione di circa 30 ettari, mentre in aree meno ricche essi possono estendersi anche oltre i 150 ettari.
Nonostante i territori vengano ben delimitati dagli occupanti con latrine comunitarie poste in luoghi strategici (nei pressi di un'entrata della tana o di grosse fonti di cibo), secrezioni delle ghiandole odorifere e sentieri ben definiti all'interno del territorio, i tassi si dimostrano il più delle volte pacifici nei confronti di membri di gruppi estranei: sono in particolar modo i maschi, e soprattutto durante la stagione riproduttiva, a mostrare comportamenti territoriali anche aggressivi nei confronti di eventuali intrusi dello stesso sesso, dando vita a baruffe a suon di morsi e unghiate che possono causare ferite anche gravi e addirittura la morte di uno dei contendenti. Sono infatti in particolar modo i maschi a sconfinare nei territori adiacenti, alla ricerca di femmine con cui accoppiarsi durante la stagione riproduttiva. Nell'ambito dei gruppi sono presenti, sebbene ancora poco studiate, dinamiche gerarchiche, con gli esemplari più grossi e forti che mostrano dominanza nei confronti dei giovani e di quelli di dimensioni minori: i vari membri di un gruppo possono spesso essere osservati compiere il grooming, pulendosi a vicenda la pelliccia con l'aiuto di bocca e unghie, un'attività che verosimilmente potrebbe avere anche funzioni sociali.

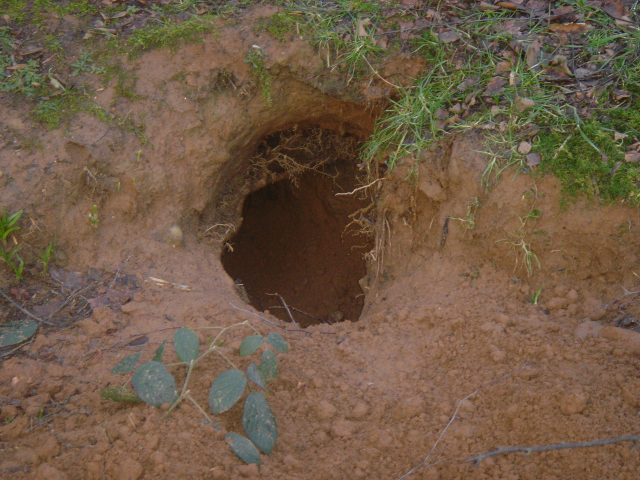
Ingresso di una tana

Durante il giorno, i tassi riposano al sicuro in una tana, la costruzione ed il mantenimento della quale rappresenta l'attività principale di questi animali in particolar modo durante la primavera e l'autunno. La tana del tasso europeo rappresenta probabilmente la più complessa fra quelle osservabili nei tassi (che pure sono tutti ottimi scavatori) e si tramanda di generazione in generazione per decenni o addirittura secoli, venendo continuamente ampliata e ristrutturata: una tana osservata in Inghilterra contava ben 50 camere e 178 ingressi, per un totale di 879 m di gallerie sotterranee distribuite in oltre trenta metri quadrati di superficie e cinque metri di profondità.

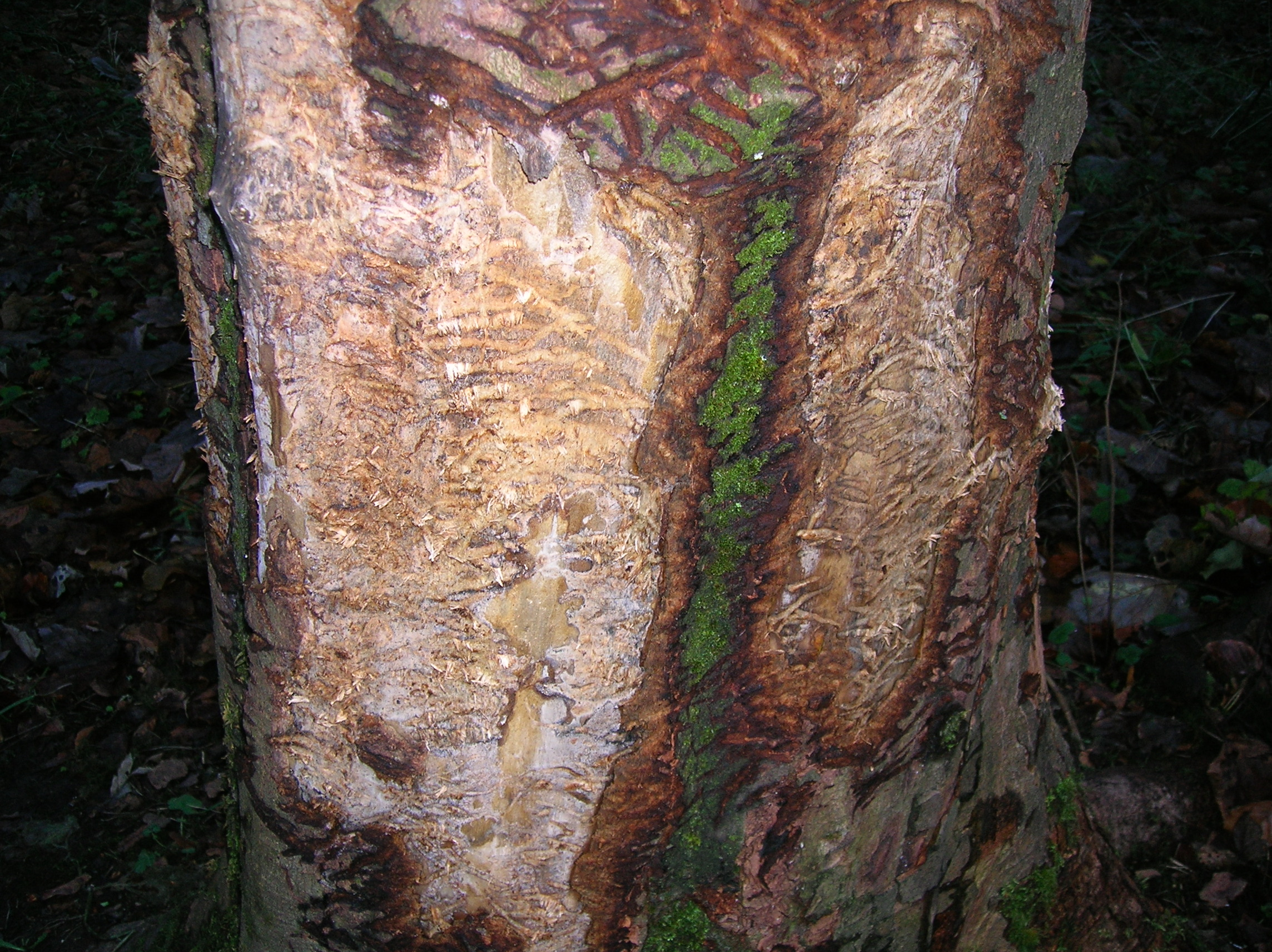
Albero utilizzato come graffiatoio a scopo territoriale

Il tasso scava la propria tana nel suolo boschivo, partendo da cavità naturali nel terreno o nelle rocce, lungo argini naturali ed artificiali o alla base di un albero (che in tal caso verrà utilizzato dai vari animali che abitano la tana per affilarsi le unghie): essa si compone di un ingresso e di una galleria più o meno lunga che misura fra i 22 e i 63 cm di larghezza e i 14–32 cm d'altezza, la quale sfocia dopo 5–10 m in una camera abitativa posta solitamente fra 1 e 2,5 m di profondità nel suolo, di forma ellissoidale (74x76x38h cm) e che (a differenza ad esempio di quanto osservabile nella volpe rossa) l'animale specialmente durante la stagione fredda fodera con foglie secche, felci e muschio, che l'animale provvede a rimuovere e sostituire con estrema perizia.
Durante l'inverno, il tasso può inoltre essere osservato portare il rivestimento della tana all'esterno dell'entrata durante il giorno, salvo poi riportarlo all'interno una volta riscaldatosi. A partire da questa camera si diramano più gallerie che sfociano verso l'esterno, che l'animale utilizza sia per percorrerle che come semplici prese d'aria: alcune di esse possono addirittura venire utilizzate solo in occasioni particolari, come in caso di pericolo o durante il gioco. Dalla tana si dipartono in varie direzioni numerosi sentieri molto ben battuti dal frequente passaggio dell'animale, che tende ad utilizzare percorsi fissi durante i suoi spostamenti.
All'interno della singola tana trovano alloggio anche più nuclei familiari, ognuno dei quali tende però a utilizzare dei propri accessi e gallerie. Ciascuna unità familiare dispone generalmente di tre camere: se un esemplare muore all'interno di una delle camere, i coinquilini provvedono a ricoprirlo di terra e a tappare l'entrata della stessa, oppure a seppellirlo all'esterno della tana. Talvolta il tasso può condividere la propria tana con altre specie animali, come il coniglio selvatico: quest'ultimo, tuttavia, per evitare di cadere preda del tasso (che purtuttavia con la sua sola presenza gli assicura protezione da altri e ben più pericolosi predatori) tende a scavare le proprie tane a partire da cunicoli secondari nelle gallerie del tasso.
Anche la volpe rossa è un coinquilino abituale del tasso: i due animali si tollerano l'un l'altro in una sorta di commensalismo, con il tasso che mantiene pulita la tana e la volpe che portando gli avanzi di cibo nei pressi di essa contribuisce involontariamente al sostentamento dell'ospite: talvolta, tuttavia, i tassi si comportano in maniera aggressiva nei confronti delle volpi, scacciandole dalle proprie tane e in alcuni casi uccidendone i cuccioli, senza però nutrirsene. Un altro ospite delle tane di tasso è il cane procione: dove l'areale delle due specie si sovrappone non è infrequente che i due animali condividano le stesse camere dormendo assieme durante il letargo invernale, probabilmente perché il cane procione tende ad andare in letargo un paio di settimane dopo il tasso e ad uscirne un paio di settimane prima. Anche in questo caso, infatti, sebbene si abbia notizia di cucciolate miste di tassi e cani procioni nella stessa camera, il tasso non esita a scacciare o a uccidere i propri coinquilini.
Il tasso può emettere una vasta gamma di suoni: soffi, ringhi e brontolii durante i combattimenti, abbaii in segno di sorpresa o eccitazione, grida acute in caso di pericolo. Anche la posizione del corpo è importante ai fini della comunicazione: durante i combattimenti o in caso di approccio sessuale, ad esempio, i maschi tengono la coda eretta ed arruffano il pelo.
Durante l'inverno, l'animale non è solito andare in letargo alle nostre latitudini, pur rallentando considerevolmente la propria attività e rimanendo anche per giorni o settimane all'interno della tana in caso di clima particolarmente rigido: nelle aree più fredde del proprio areale, l'animale cade in un letargo vero e proprio, otturando le entrate delle tane con terriccio e foglie secche e cessando di uscire dalla tana con le prime nevicate, rimanendo in questo stato per un periodo che può estendersi da novembre ad aprile. In previsione di ciò, durante l'estate e l'inizio dell'autunno i tassi tendono ad accumulare abbondante grasso corporeo, oltre che a raccogliere abbondante materiale isolante per foderare le tane.
Fra gli animali potenzialmente pericolosi per il tasso si annoverano il lupo, l'orso, la lince e i cani randagi: tuttavia, raramente questi animali scelgono di rivolgersi verso una preda così impegnativa qualora dispongano di altre fonti di cibo.

### Alimentazione
Fatto insolito per un mustelide, il tasso comune condivide con l'orso bruno il singolare primato di "meno carnivoro fra i Carnivori": la sua dieta è infatti molto variabile ed opportunistica, comprendendo un gran numero di specie diverse di piante e animali, che vengono cercati e reperiti al suolo o nel sottosuolo. Il tasso è solito concentrare ogni pasto su una singola tipologia di alimento, mangiando un quantitativo di cibo giornaliero pari circa al 3-4% della propria massa corporea e in ogni caso non è superiore al mezzo chilo, sebbene i giovani esemplari tendano a eccedere tali percentuali.
Generalmente la dieta del tasso, specialmente in primavera, si compone almeno per la metà di lombrichi, mentre durante l'autunno in essa predominano le ghiande: seguono cereali, frutta, tuberi e carne proveniente in massima parte da carogne. Quando disponibili, l'animale consuma grano, mais, avena e orzo, oltre che frutta di vario tipo caduta dal ramo perché matura o a causa di venti o piogge, frutti di bosco, radici carnose (ad esempio di Araceae), ghiande di querce e funghi: specialmente durante l'inverno e i periodi siccitosi, inoltre, per ricavare acqua il tasso si nutre anche di erbe e trifoglio.
L'animale mangia inoltre anche vari tipi d'insetti (principalmente coleotteri, tipule, api, bombi, vespe e calabroni, dei quali distrugge e mangia anche i nidi, senza curarsi delle punture, alle quali è indifferente grazie alla protezione fornita dal folto pelo e alla pelle spessa) e altri invertebrati come chiocciole e limacce, piccoli mammiferi (specialmente arvicole ma anche topi, toporagni e talpe), rettili (come lucertole, testuggini e serpenti compresa la vipera, al cui veleno l'animale risulterebbe immune secondo la tradizione popolare), anfibi, uccelli con le loro uova e nidiacei. Animali di maggiori dimensioni vengono solitamente consumati solo una volta morti per altre cause sotto forma di carogna, sebbene il tasso sia perfettamente in grado di uccidere prede di dimensioni paragonabili alle proprie o addirittura superiori, come un coniglio o un agnello.
Specialmente nelle aree sassose o montuose, dove lombrichi e cibo di origine vegetale sono scarsi, i tassi tendono a nutrirsi in massima parte di cibo di origine animale, cacciando attivamente i conigli: raramente l'animale preda esemplari adulti, a meno che non siano malati o feriti (ad esempio presi in una trappola), concentrandosi sui giovani, che vengono localizzati nelle tane grazie al finissimo odorato di questo mustelide, che una volta individuatili scava verticalmente nel terreno fino a raggiungere la camera in cui si trovano le prede. Una volta catturata e uccisa la preda a morsi, il tasso provvede a sventrarla mangiandone la parte interna e lasciandone intatta la pelle rivoltata: in maniera simile vengono consumati i ricci, altra preda abituale di questo animale, tant'è vero che nelle zone in cui le due specie convivono è osservabile fra esse un rapporto di proporzionalità inversa.
L'uccisione di agnelli, spesso addebitata ai tassi, è un evento quasi eccezionale: sebbene alcuni di questi animali siano stati osservati finire degli agnelli con morsi su nuca e garrese per poi nutrirsene, molto più spesso capita che il tasso si cibi di carogne di agnelli morti per altre cause (principalmente per attacchi da parte di volpi, lupi o cani randagi), addossandosi in tal modo involontariamente la colpa dell'uccisione anche in virtù del fatto che spesso quando il tasso condivide la tana con la volpe quest'ultima tende a portare i resti di cibo non consumato nei pressi dell'entrata della tana stessa (cosa che il tasso non fa, in quanto questo animale consuma sempre il pasto direttamente sul luogo), attirando sull'ignaro coinquilino le ire di allevatori e pastori. Anche il pollame compare raramente nella dieta del tasso, sebbene meno infrequentemente rispetto all'agnello: se infatti da un lato si hanno casi di tassi residenti nei pressi di pollai e conigliere senza mai arrecare danno a questi ultimi, dall'altro specialmente in febbraio-marzo sono stati verificati casi di uccisioni o addirittura di predazione in eccesso.

### Riproduzione
Si tratta di animali monogami: le coppie tendono a restare insieme per tutta la vita, col maschio che si accoppia unicamente con la propria partner, mentre la femmina può accoppiarsi anche con altri maschi, tanto che si stima che circa la metà dei cuccioli che una femmina dà alla luce durante la sua vita non siano figli del proprio partner.
L'estro delle femmine dura 4-6 giorni e può verificarsi in qualsiasi periodo dell'anno, sebbene esso tenda a cadere generalmente in primavera-estate: allo stesso modo i maschi sono maggiormente fecondi nel periodo fra gennaio e maggio, con la spermatogenesi che subisce un calo fra estate e inverno. Le femmine dominanti generalmente sono le uniche ad andare in calore, inibendo questo evento nelle femmine sottoposte (alle quali vengono solitamente soppressi i cuccioli in caso di parto), le quali generalmente assistono la femmina dominante nell'accudire la prole.
L'accoppiamento dei tassi avviene generalmente all'entrata della tana fra gennaio e maggio, quando le femmine adulte sono in estro post-parto e i giovani vanno in calore per la prima volta: possono essere registrati casi di accoppiamenti anche al di fuori di questo periodo, principalmente da parte di femmine che non siano riuscite a concepire durante il periodo degli amori o di animali maturati tardi. Quando la femmina non è in estro, il maschio può montarla ugualmente per un paio di minuti, mentre l'accoppiamento durante il periodo degli amori dura generalmente fra i 15 e i 60 minuti: esso è preceduto da vocalizzazioni fra i due partners e dall'annusamento reciproco delle ghiandole odorifere. Come avviene in molti mustelidi, anche nel tasso è osservabile diapausa dell'uovo fecondato, che tarda a impiantarsi nella parete uterina di 2-10 mesi (anche se gli accoppiamenti in dicembre danno impianto immediato): una volta impiantatosi lo zigote, la gestazione dura sette settimane, coi parti che mostrano un picco fra la metà di gennaio e la metà di marzo.
I cuccioli, in numero di 1-5, vengono dati alla luce dalla femmina in una camera della tana ad essi dedicata, anche se le femmine di tasso delle aree soggette ad allagamenti sono solite partorire all'interno di edifici abbandonati. Alla nascita, i tassi sono ciechi, seminudi, di colore rosato con rado pelame grigiastro: essi misurano una decina di centimetri di lunghezza e pesano fra i 75 e i 132 g, con rapporto di proporzionalità inversa fra il peso alla nascita e le dimensioni della nidiata. Attorno ai 3-5 giorni di vita, sulle dita appaiono le unghiette e sul corpo diventano distinguibili le aree di pelo nero, compresa la caratteristica mascherina: gli occhi si aprono a 4-5 settimane di vita, e attorno a questo periodo cominciano a spuntare anche i denti da latte. A due mesi di vita, i piccoli tassi hanno già la colorazione definitiva e cominciano ad avventurarsi all'esterno della tana, mentre a tre mesi comincia il loro svezzamento, che solitamente si completa solo dopo ulteriori due mesi.
La maturità sessuale viene generalmente raggiunta attorno ai 9-15 mesi d'età da parte dei maschi, mentre le femmine, sebbene possano cominciare a ovulare già a partire dal nono mese di vita, generalmente non si riproducono con successo prima del secondo anno di vita. Generalmente i piccoli rimangono nel proprio gruppo di appartenenza anche una volta cresciuti, tuttavia non è infrequente che le femmine attorno al secondo anno d'età si allontanino dal proprio gruppo per aggregarsi ad altre comunità: anche i maschi non dominanti possono allontanarsi dal proprio gruppo d'appartenenza per periodi anche piuttosto lunghi, in special modo durante la stagione degli amori, per visitare altri gruppi, ai quali però difficilmente si aggregano, tendendo invece a fare ritorno al proprio gruppo d'origine.
La speranza di vita dei tassi in natura varia fra i quattro e i quindici anni di vita.

## Distribuzione e habitat

### Distribuzione
L'areale del tasso europeo si estende dalle isole britanniche e dalla penisola iberica verso est fino al Volga e alle pendici del Caucaso. Le popolazioni di tasso della Transcaucasia e dell'Asia centrale vengono attualmente assegnate al tasso del Caucaso (M. canescens). L'areale presenta delle lacune in Europa in alcune delle isole britanniche più settentrionali, nelle isole Frisone Occidentali, nelle Fiandre . Il confine settentrionale dell'areale si estende nell'Europa settentrionale a ovest del mar Baltico fino a circa 65° N, e ad est di esso in parte fino a 66° N. Probabilmente anche in questa zona si è verificata una leggera espansione dell'areale verso nord. A sud l'areale si spinge fino al Mediterraneo, dove il tasso è assente dalla maggior parte delle isole, ad eccezione delle Baleari, di Creta e Rodi.
Il tasso, a partire dagli anni novanta, è in forte crescita numerica (in alcune aree, come il Regno Unito, addirittura oltre il 75%) in tutto l'areale, principalmente grazie al fortissimo calo dell'incidenza della rabbia.

### Habitat
Il tasso è un tipico abitante delle aree boschive ben mature e con ricco sottobosco come querceti e boschi misti a latifoglie: si adatta tranquillamente alle zone cespugliose, ai pascoli e lo si trova anche nella macchia mediterranea e nelle aree montuose fino a 2000 m di quota nell'Arco Alpino e fino a 2500 m nel Caucaso, a condizione di avere un minimo di copertura di vegetazione che assicuri adeguato riparo. Evita invece le zone paludose, le aree costiere e i boschi di conifere, mentre le aree rocciose vengono colonizzate a patto che siano presenti anche edifici abbandonati o cavità naturali dove ripararsi. Questo animale infatti si rivela anche molto adattabile all'impatto antropico: i tassi colonizzano infatti senza grossi problemi (anche se non con la frequenza di altre specie, come la volpe o il procione) anche le aree suburbane, i giardini, le zone coltivate e i parchi cittadini.

## Tassonomia

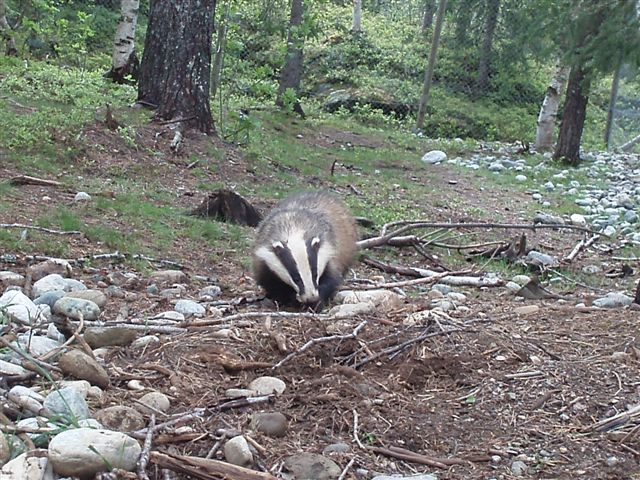
M. meles milleri.

Il genere Meles potrebbe essersi evoluto da mustelidi quali Melodon. Il tasso comune si è evoluto con tutta probabilità verso gli inizi del Pleistocene medio a partire da specie più antiche e tendenti alla dieta carnivora, come Meles thorali: resti fossili di tasso moderno risalenti a quel periodo sono stati ritrovati in varie zone d'Europa (Episcopia, Grombasek, Süssenborn, Hundsheim, Erpfingen, Koněprusy, Mosbach 2, and Stránská Skála). Non di rado vengono rinvenuti fossili di tasso anche in strati molto più antichi, tuttavia questo viene spiegato con le abitudini fossorie dell'animale.
Fino alla fine degli anni '90, il tasso era considerato l'unica specie recente del genere Meles, ma una recente indagine morfologica del baculum e dei molari, e soprattutto le analisi del DNA mitocondriale, hanno dimostrato che i quattro gruppi di sottospecie che finora venivano descritti meritano ciascuno lo status di specie. La specie è stata quindi suddivisa in tasso europeo (Meles meles), tasso asiatico (Meles leucurus), tasso del Caucaso (Meles canescens) e tasso giapponese (Meles anakuma).
Sulla base delle dimensioni complessive, le dimensioni del cranio e le dimensioni e caratteristiche dei molari e del baculum, sono state descritte numerose sottospecie, di cui oggi solo quattro vengono riconosciute come valide. Un'altra caratteristica variabile è la colorazione delle parti superiori, più brunastra in alcune sottospecie, così come quella dei fianchi, che in alcune popolazioni presentano una forte tinta giallastra. La forma orientale M. m. heptneri riconduce al tasso asiatico (Meles leucurus) sotto diverse caratteristiche. Le sottospecie oggi riconosciute sono:
- M. m. meles (Linnaeus, 1758), la sottospecie di maggiori dimensioni, diffusa in Europa fino al Volga e agli Urali, ad eccezione della penisola iberica, di Rodi e di Creta;
- M. m. heptneri Ognev, 1931, sottospecie di grosse dimensioni e di colorazione chiara, con mascherina facciale assottigliata e riflessi ocra su dorso e fianchi[47], diffusa nella Ciscaucasia, in Calmucchia e nel delta del Volga;
- M. m. marianensis Graells, 1897, sottospecie di piccole dimensioni originaria della penisola iberica, alla quale potrebbero anche appartenere gli esemplari che vivono lungo la costa mediterranea della Francia meridionale[48];
- M. m. milleri Baryshnikov, Puzachenko e Abramov, diffusa nella Norvegia sud-occidentale[44].

### Etimologia
Il nome scientifico del tasso deriva dal latino mēlēs, parola indicata per indicare sia questo animale che la martora. In seguito, anche in latino il tasso comincia ad essere indicato col termine taxus o taxō, derivato dalla parola proto-germanica *þahsu-, a sua volta di probabile derivazione protoindoeuropea (cfr. *tek'-, "costruire", in relazione alle abitudini fossorie dell'animale): da questo termine deriva il nome comune dell'animale.

## Rapporti con l'uomo

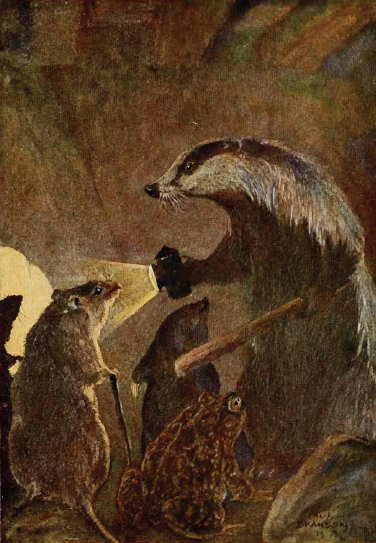
Ratto, Talpa, Tasso e Rospo alla riconquista di Villa Rospi nel penultimo capitolo de Il vento tra i salici

Il tasso è un animale molto presente nella mitologia europea, dove la figura di questo animale viene connessa a quella dell'orso per l'aspetto ed è generalmente di buon augurio in quanto legata all'arrivo della bella stagione: generalmente il tasso compare come personaggio solitario, pacifico, burbero, misterioso e amante della propria dimora, che però rivela doti insospettabili di bontà, forza e anche aggressività quando provocato, caratteristiche queste mutuate dalle abitudini fossorie, notturne e letargiche dell'animale.
Nella mitologia irlandese dei "tassi mannari" sono alleati del re della collina di Tara Tadg, padre adottivo di Cormac mac Airt, il quale anzi verrà in una delle storie punito dal patrigno per aver ucciso e cucinato alcuni tassi: nella mitologia germanica il tasso compare come personaggio pacifico e pantofolaio, che però diventa aggressivo quando colto di sorpresa, spesso impegnato a cercare di riportare sulla retta via la sua amica volpe (ad es. nel Roman de Renart).
Nel romanzo di Kenneth Grahame Il vento tra i salici, Mr. Tasso è uno dei protagonisti: figura scontrosa e solitaria che "semplicemente odia la Società", può essere visto come un saggio erudito, un buon leader e gentiluomo, e rappresenta il common sense inglese. È anche coraggioso e aiuta i suoi amici a scacciare gli Abitanti del Bosco Selvaggio da Villa Rospi.
Nel romanzo Re in eterno, il giovane Re Artù viene trasformato dal Mago Merlino in un tasso durante il suo processo educativo: così trasfigurato incontrerà un altro tasso più anziano, il quale gli confesserà di non potergli insegnare altro che a scavare ed amare la propria casa.
Nel cartone animato Le avventure del bosco piccolo Tasso è l'anziano consigliere di Volpe.
Nei romanzi della serie di Harry Potter il tasso è il simbolo della casa Tassorosso. 
Il Pokemon Typhlosion è ispirato al tasso.
Nel romanzo di Aeron Clement Le fredde lune (The Cold Moons) viene raccontata l'epica fuga alla ricerca di una nuova "terra promessa" della comunità di tassi di Cilgwyn, nel Galles quando, nel 1975, in tutta la Gran Bretagna venne scatenata una feroce caccia di sterminio perché ingiustamente tacciati di essere la causa di un'epidemia di tubercolosi tra i bovini.

### Gastronomia
In Veneto, in Piemonte, in Liguria e in Calabria il tasso era un tempo cacciato e consumato come selvaggina e tra le locali popolazioni rurali esiste tuttora una credenza piuttosto radicata secondo la quale esisterebbero due distinte specie di tasso: il tasso cane, carnivoro, elusivo e poco adatto al consumo, e il tasso porco, vegetariano, più lento e molto più prelibato. Lo scrittore e guardacaccia vicentino Giancarlo Ferron affronta la questione in uno dei suoi libri, proponendo la teoria secondo cui il tasso cane sarebbe il tasso in primavera, magro per aver consumato le provviste invernali di grasso e pertanto più carnivoro perché bisognoso di cibo sostanzioso, e il tasso porco quello che si rinviene invece in autunno, prima dei rigori dell'inverno, pasciuto di ghiande e di faggiole per poter affrontare a dovere i rigori della brutta stagione.